# Carsten Thurau

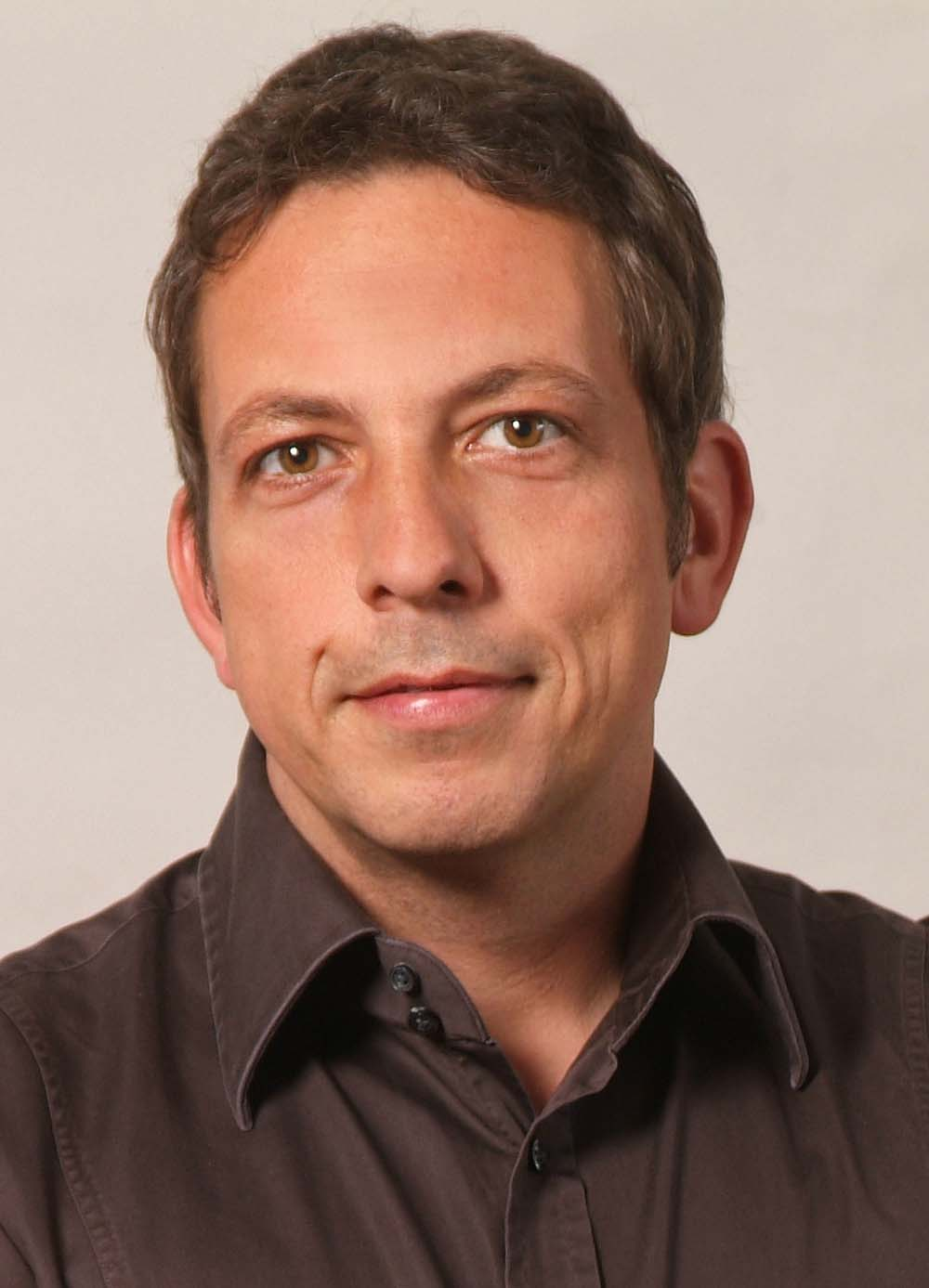
Carsten Thurau (2009)

Carsten Thurau (* 18. April 1967 in München) ist ein deutscher Journalist.

## Leben
Nach seinem Abitur in Trier 1987 und dem anschließenden Wehrdienst arbeitete Thurau 1989/90 als Volontär bei der Tageszeitung Trierischer Volksfreund. Von 1992 bis 1998 studierte er Volkswirtschaftslehre an der Universität Trier, was er mit dem Diplom abschloss. In dieser Zeit arbeitete er bereits von 1992 bis 1994 als Mitarbeiter beim Hörfunk des Südwestfunks. Seit 1995 ist er Redakteur des ZDF.
In seiner Zeit beim ZDF arbeitete Thurau als Reporter in der Hauptredaktion Aktuelles (heute, heute nacht), moderierte die Sendung Diese Woche und berichtete von aktuellen Ereignissen – auch aus dem Ausland.
Von 1999 bis 2001 war er Redakteur und Reporter in der Hauptredaktion Außenpolitik und Moderator der Sendung heute – in Europa. Danach wechselte er von 2001 bis 2003 wieder zurück in die Hauptredaktion Aktuelles und berichtete in Auslandseinsätzen unter anderem aus den Vereinigten Staaten, vom Balkan und aus den Krisen- und Kriegsgebieten im Nahen und Mittleren Osten. Ab dem 1. Oktober 2003 war er Leiter des ZDF-Studios Rio de Janeiro. Von 2010 bis 2016 stand Thurau an der Spitze des ZDF-Landesstudios Sachsen in Dresden. Seit 1. September 2016 ist er wieder zurück in Mainz als Chef vom Dienst in der Hauptredaktion Aktuelles.